# Mujeres en la guerra civil española

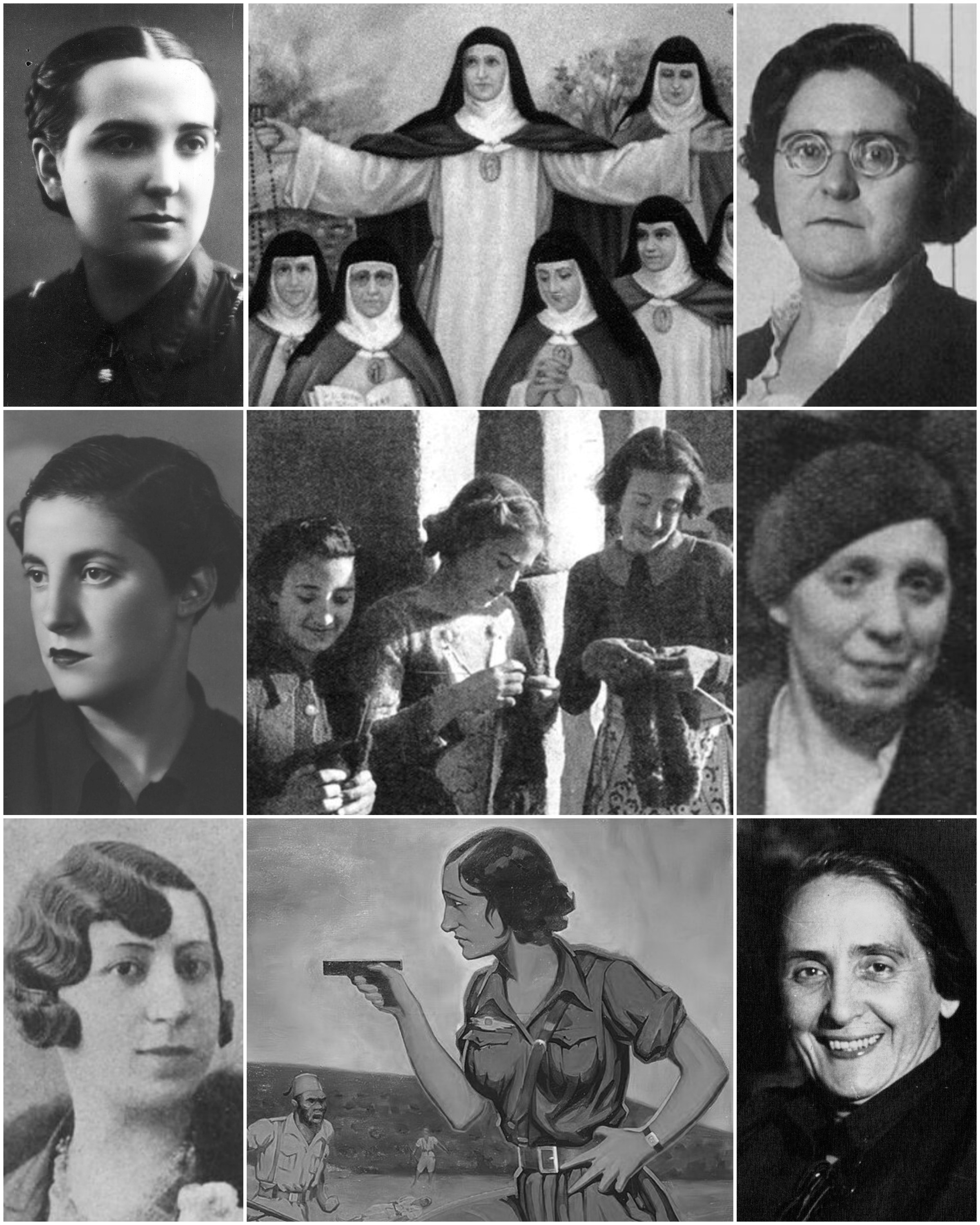
Sentido horario desde arriba a la izquierda: Mercedes Sanz Bachiller, Mártires Concepcionistas (exaltación), Federica Montseny, Margarita Nelken, Dolores Ibárruri, Lina Odena (exaltación), María Rosa Urraca Pastor, Pilar Primo de Rivera. Centro: luchando contra las dificultades de la vida diaria

El conflicto comenzó el 17 de julio de 1936. La guerra afectó a la vida cotidiana de las mujeres. Las soluciones feministas a los problemas de las mujeres en aquel período tenían a menudo un enfoque muy individualista. Para las mujeres de la Segunda República, con el final de la Guerra Civil fracasaron todos sus esfuerzos a favor de la liberación femenina. 
Si bien varios partidos estaban trabajando para incorporar a las mujeres a sus filas, a menudo se trataba de reforzar el número de afiliados, manteniendo a las mujeres excluidas de las oportunidades de ascenso y dejando de lado los problemas de las mujeres, que continuaron siendo ignoradas tanto por parte de los nacionales como de los republicanos. 
A diferencia de lo ocurrido en guerras anteriores, incluida la Primera Guerra Mundial, por primera vez las mujeres participaron en gran número en el combate y en funciones de apoyo en el frente. Las mujeres republicanas pudieron optar por participar activamente en la lucha contra el fascismo. Se calcula que unas 7000 mujeres lucharon en la guerra civil española, de las cuales 73 murieron en combate, 31 fueron dadas por desaparecidas y centenares fueron heridas o mutiladas. Tras militarizarse las milicias populares, al menos 360 mujeres continuaron combatiendo como soldados en el ejército republicano. Además, algunas de ellas fueron ascendidas a oficiales o suboficiales: cuatro cabos, seis sargentos, cuatro alféreces, veintiséis tenientes, dos comandantes y cinco comisarias han sido ya documentadas. La primera mujer republicana española que murió en el campo de batalla fue Lina Ódena, el 13 de septiembre de 1936. Los días de mayo de 1937 generaron enfrentamientos entre mujeres de izquierdas, con varias mujeres encarceladas, asesinadas u obligadas a exiliarse, y no a manos de los fascistas, sino por parte de los comunistas estalinistas de su propio bando. 
La guerra terminó en 1939. La represión ejercida por el franquismo hizo que muchas mujeres fueran fusiladas y encarceladas. Una de las ejecuciones que tuvo más repercusión a nivel internacional fue el de las Trece rosas. Estas trece mujeres eran parte de un grupo de más de cincuenta y seis prisioneros ejecutados en Madrid el 5 de agosto de 1939 por su afiliación a las Juventudes Socialistas Unificadas (JSU). El fin de la guerra también supuso la desaparición de las asociaciones feministas que se habían creado en las primeras décadas del siglo XX. Entre otras muchas, Mujeres Libres y la Asociación de Mujeres Antifascistas. 

## Inicio de la guerra civil

Ubicación de Melilla, donde las fuerzas nacionalistas comenzaron su campaña en 1936.

El 17 de julio de 1936, la Unión Militar Española dio un golpe de Estado en el norte de África y en España. Creían que tendrían una victoria fácil, pero no midieron bien el apego de la población a la Segunda República. Con el gobierno republicano controlando la Armada, Franco y otros militares golpistas convencieron a Adolf Hitler de que proporcionara transporte a las tropas españolas desde el norte de África hasta la península ibérica. El golpe de Estado condujo a una España partida en dos y a un largo conflicto bélico. La guerra no finalizó oficialmente hasta el 1 de abril de 1939.   
La coalición inicial de golpistas incluía a monárquicos, republicanos conservadores, miembros de Falange Española, tradicionalistas carlistas, clero católico y el ejército español de tierra. Tenían el apoyo de la Italia fascista y la Alemania nazi. El lado republicano incluía socialistas, comunistas y otros activistas de izquierda.
La revuelta militar se anunció en la radio a todo el país, y la gente salió inmediatamente a las calles mientras intentaban determinar el alcance de la situación, y si se trataba de un conflicto militar o político. Dolores Ibárruri acuñó el lema "¡No pasarán!" unos días después, el 18 de julio de 1936 en Madrid, mientras hablaba por radio desde la estación del Ministerio del Interior, diciendo: "Es mejor morir de pie que vivir de rodillas. ¡No pasarán!".
Al comienzo de la Guerra Civil, había dos organizaciones anarquistas fundamentales: la Confederación Nacional del Trabajo (CNT) y la Federación Anarquista Ibérica (FAI). Representando a personas de la clase trabajadora, se propusieron evitar que los nacionales tomaran el control y ser al mismo tiempo influencias reformadoras dentro de España.
Gran Bretaña, Francia, Alemania, Italia y la Unión Soviética firmaron el Tratado de No Intervención en agosto de 1936, comprometiéndose a no proporcionar apoyo material para la guerra a ninguna de las partes, incluso a pesar de que Alemania e Italia ya lo estaban haciendo y continuaron brindando apoyo a los fascistas españoles.

## Visión general

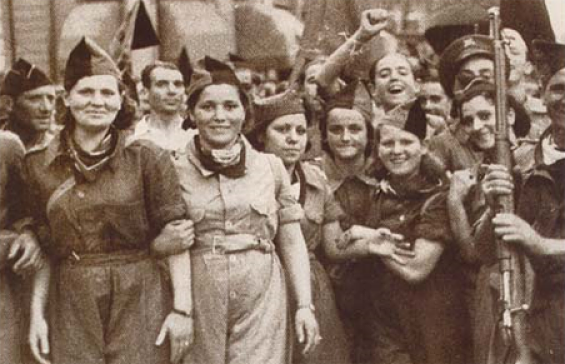
Una milicia anarco-feminista durante la Revolución Social Española

Durante la Guerra Civil, los problemas de la vida cotidiana de las mujeres cambiaron. En las ciudades más grandes como Madrid y Barcelona, las mujeres sufrían menos acoso callejero. En el frente, los hombres y las mujeres compartían cama sin que las mujeres temieran potenciales agresiones o acoso. Las mujeres pasaron de ser objeto de placer de los hombres a ser vistas como seres humanos.  En el tramo final de la guerra, las mujeres hacían en muchos casos el trabajo de los hombres ya que no había suficientes hombres para hacerlo. Su presencia y la necesidad de su presencia a menudo generaban ansiedad entre los hombres, quienes se sentían amenazados por la presencia de estas en las fábricas. Como resultado del comienzo de la Guerra Civil, muchas organizaciones de mujeres tanto de la derecha como de la izquierda fueron desapareciendo.
En el período de la Guerra Civil, el feminismo izquierdista dominante a menudo adoptó un enfoque individualista para abordar las desigualdades. También hubo a menudo disputas sobre este tema, sobre si lo personal debería ser político y viceversa. Algunos grupos desafiaron al feminismo dominante de la época, incluidas la organización Mujeres Libres. Rechazando expresamente la etiqueta de feministas, su versión del feminismo trataba de crear estructuras de liderazgo que incorporaran a todas y todos, en lugar de tener un modelo de liderazgo feminista que fuera paralelo a los modelos patriarcales. A pesar de ello, a muchas feministas no les gustaba la organización porque estaba afiliada a la CNT, donde las mujeres a menudo quedaban excluidas de los puestos de liderazgo y, en cambio, se las alentaba a trabajar con una organización accesoria. A otros no les gustó la decisión de Mujeres Libres de minimizar el papel de determinadas mujeres líderes y, en cambio, hacer que todas las acciones feministas fueran exclusivamente resultado de la acción colectiva. 
En el bando republicano la liberación de las mujeres fracasó por la cercanía de la Guerra Civil. La falta de consecución de la liberación total durante la Segunda República fue consecuencia del pensamiento sexista que seguía existiendo y que se vio reforzado a medida que avanzaba la guerra.
La guerra civil española sirvió para romper los roles tradicionales de género en el lado republicano. Permitió que las mujeres lucharan en el frente, algo extraño en las guerras europeas del siglo XX. La guerra también sirvió para eliminar la influencia de la Iglesia Católica en la definición de los roles de género en el lado republicano. Si bien la guerra rompió las normas de género, no creó un cambio en las relaciones laborales que las hiciera más equitativas ni eliminó las tareas domésticas como el rol fundamental de las mujeres. Entre bambalinas, lejos del frente, se esperaba que las mujeres que trabajaban en domicilios privados y como apoyo de la oposición republicana cocinaran para los soldados, lavaran sus uniformes, cuidaran a los niños y atendieran las viviendas. Las mujeres que apoyaban a los militantes de la CNT consiguieron por fin liberarse de estos roles de género, pero aun así se esperaba de ellas que sirvieran a los combatientes masculinos perpetuando los roles tradicionales. 
Las madres tuvieron gran variedad de experiencias durante la Guerra Civil dependiendo de su situación personal. Muchas madres de las zonas rurales se mantenían al margen de la política, sin importar en qué lado del frente se encontraran. No tenían acceso a ningún tipo de recurso que hubiera facilitado su participación política y, a menudo, carecían de los recursos necesarios siquiera para cubrir sus necesidades básicas.
Durante la guerra, las madres trabajaban duro para tratar de mantener un cierto sentido de normalidad. Ello incluía continuar con la educación doméstica, tanto para mujeres republicanas como nacionales. Los temas en que se centraban incluían conocimientos sobre el agua, la agricultura y la educación religiosa. Refranes españoles de las madres en este momento incluían por ejemplo: "Después de comer, no lea una sola letra". La lectura no se consideraba buena para la digestión. Las madres también animaban a los niños de las zonas rurales a que durmieran la siesta después de comer. Durante la guerra, muchas madres hicieron todo lo posible para tratar de alimentar a sus hijos durante los períodos de escasez de alimentos. Se desplazaban a otras ciudades para tratar de obtener raciones de comida cuando la ración en su ciudad era demasiado pequeña. Incluso en ocasiones renunciaban a comer ellas mismas para que sus hijos pudieran comer porciones mayores. 
Para muchas madres de zonas rurales, la idea de participar políticamente era imposible. Había demasiadas cosas que hacer en casa y no les quedaba tiempo para eso. Tenían que hacer jabón y trabajar en el campo debido al racionamiento nacional. La mayoría de los hogares españoles durante la guerra carecían de agua corriente. Las madres tenían que ir a buscar agua a los pozos, lagos o ríos de su zona. Tenían que lavar ropa para toda la familia, desplazándose a determinados lugares para hacerlo. También tenían que estar en casa para preparar la comida cuando la había. La mayoría de los hogares en ese momento no tenían cocinas modernas, y las madres tenían que cocinar en fuego usando heno y leña para calentarse.
La guerra trastocó la estructura social dentro de la familia. Debido a los problemas de supervivencia relacionados con la comida y el miedo a la persecución política, las habilidades de las madres para conseguir y preparar alimentos, y al mismo tiempo permanecer políticamente invisibles, hicieron que ellas comenzaran a asumir el papel de cabeza de familia. El silencio se convirtió en una virtud, porque hacer o decir algo incorrecto podía conducir a la muerte a manos de las fuerzas nacionales. Las mujeres tenían menos probabilidades de ser acosadas que los hombres, lo que significaba que a menudo pasaban más tiempo fuera de casa. Esto podría crear tensiones a puerta cerrada, puesto que suponía un ataque a la definición tradicional española de masculinidad al hacer del hogar el dominio de la madre. Este cambio de mujeres como jefas del hogar continuaría después de la Guerra Civil tanto entre las familias republicanas como entre las nacionales.
El carácter represivo de la Guerra Civil y la necesidad de las mujeres de hacerse cargo de la familia en la España rural generó sentimientos de solidaridad entre las mujeres, y específicamente las madres, en los pueblos. Esta situación llevó a las madres a crear una forma de identidad femenina específica que en gran medida no existía en la España rural antes de la guerra.
Durante la guerra civil española, varias fuerzas políticas y gubernamentales del lado republicano trataron de fomentar la participación de las mujeres en sus filas. Sin embargo, tan solo un grupo tenía objetivos abiertamente feministas. Ese grupo era Mujeres Libres. Para el resto de partidos políticos, sindicatos y organizaciones gubernamentales, los derechos de las mujeres y los objetivos feministas no se encontraban entre sus prioridades. 
Las chicas de clase trabajadora que se involucraron en los movimientos anarquistas y socialistas a menudo terminaban condenando al ostracismo a mujeres de otros pueblos que provenían de diferentes partidos políticos de izquierda. Había una absoluta falta de solidaridad. Pilar Vivancos explica este fenómeno como resultado de la falta de educación entre las mujeres, y por el uso del patriarcado dentro de los partidos para enfrentar a las mujeres entre sí en lugar de animarlas a trabajar colectivamente en la consecución de la emancipación de las mujeres. No entendían su verdadero significado, y ello las hizo vulnerables al puritanismo político que luego arrasaría entre la izquierda.
Las mujeres siguieron estando excluidas de la actividad política del lado republicano. Las reuniones por los derechos de la mujer que se celebraban entre los miembros del sindicato sólo admitían hombres, ya que la idea de permitir que las mujeres pudieran asistir a eventos políticos se consideraba extraña.
Durante la Guerra Civil, a menudo hubo tensiones entre Mujeres Libres y otros grupos anarquistas. El Consejo Económico de la Industria de la Madera Socializada y Solidaridad Internacional Antifascista tenía mujeres en puestos de liderazgo tanto de alto nivel como en posiciones de menor nivel. En contraste, Mujeres Libres era una organización auxiliar de la CNT, y a las mujeres a menudo se les negaba un lugar en la mesa, ya que la mayoría de los líderes anarquistas consideraban que tomar decisiones era cosa de adultos, no de mujeres. Los anarquistas a menudo no estaban dispuestos a solidarizarse con las mujeres que luchaban contra los problemas de género existentes en aquella época.  A menudo se planteaba la cuestión de si las mujeres deberían integrarse plenamente o deberían trabajar en grupos exclusivamente de mujeres para lograr sus propios objetivos. Esto hizo en que el movimiento fuera menos efectivo a la hora de lograr objetivos relacionados con las mujeres. 
La mayoría de las milicias que se crearon durante el estallido de la Guerra Civil procedían de grupos de la sociedad civil como sindicatos y partidos políticos. CNT, UGT y otros sindicatos intervinieron para brindar apoyo logístico a muchas de estas milicias. El número de mujeres movilizadas nunca fue elevado. La mayoría se unió para seguir apoyando las ideologías políticas con las que ya trabajaban. La mayoría de estas mujeres procedían de organizaciones libertarias militantes como CNT, FAI y FIJL. Estas milicias a menudo carecían de la estructura militar típica, para representar así mejor sus ideologías y movilizar en mayor medida a las poblaciones locales.
Las organizaciones antifascistas atraían a menudo a una membresía heterogénea. En ocasiones, esto dio lugar a grandes diferencias, discrepancias y prioridades en conflicto a la hora de implementar programas antifascistas. Diferentes grupos, incluidos socialistas, comunistas y anarquistas, en ocasiones trabajaron para aprovechar esta situación dentro de estas organizaciones. 
Si bien la Agrupación de Mujeres Antifascistas (AMA) representaba a mujeres de una amplia variedad de orígenes políticos, terminó sirviendo como un vehículo de la ortodoxia comunista diseñada para movilizar a las mujeres y apoyar la causa comunista en el lado republicano de la guerra civil.

#### Comunistas
Los diferentes partidos políticos de la izquierda durante este período colaboraron entre sí aunque, en las últimas etapas de la guerra, trabajarían unos contra otros. El PCE a menudo estaba en el núcleo de los conflictos, intentando atraer apoyo para su ideología comunista estalinista desde varias facciones de izquierda. Cuando no estaban tratando de colaborar directamente, muchas mujeres comunistas acababan involucradas en otras organizaciones.
Las mujeres estalinistas participaron activamente en las purgas del POUM y de los trotskistas en Barcelona. Mujeres como Teresa Pàmies fueron intencionadamente excluidas de la afiliación al POUM incluso mientras trataban de tender puentes con el PSOE. Siendo solo una adolescente, Teresa Pàmies escribió para varias publicaciones comunistas, como Juliol, Treball y La Rambla. Durante la Guerra Civil, Teresa Pàmies fundó la rama catalana de las JSU. Cerca ya del final de la guerra, fue delegada en la Segunda Conferencia Mundial por la Paz de la Juventud en el Vassar College en los Estados Unidos. Mientras estuvo allí, estuvo rodeada por todas las facciones izquierdistas españolas, excepto el POUM, Pàmies se encargó también de aislar a la organización juvenil del POUM, Juventudes Comunistas Ibéricas, llegando a mancharse las manos de sangre.  La exclusión de Teresa Pàmies del POUM fue llamativa, ya que sus primos pertenecían a la organización, y su opinión de ellos era que eran antifascistas comprometidos. 
Aunque existían otras organizaciones comunistas, el Partido Comunista de España seguía siendo la dominante. En el primer año de la Guerra Civil, el PCE aumentó rápidamente sus afiliados llegando a triplicar su tamaño. Entre el campesinado, las mujeres representaban casi un tercio de los miembros del PCE.
Durante la Guerra Civil, Dolores Ibárruri siguió viajando por todo el país para hablar en contra de las fuerzas franquistas. También utilizó la radio para difundir su mensaje y se hizo famosa por llamar a las armas a hombres y mujeres. Sin embargo, el Partido Comunista no aprobaba su vida privada y le pidió que terminara su relación con un miembro del partido que era diecisiete años menor que ella, a lo que ella accedió.
El Partido Obrero de Unificación Marxista (POUM) era el partido comunista disidente durante este período. Su compromiso con las mujeres hizo que trataran de crear suborganizaciones femeninas para que se unieran al partido. Las mujeres del POUM estuvieron en el frente, y también participaron en muchas otras funciones importantes, como la gobernanza del partido, la redacción y publicación de publicaciones afiliadas al POUM y el ejercicio como maestras entre la población civil.
Por el lado republicano, buena parte de las simpatizantes extranjeras provenían de la clase trabajadora. Las mujeres de clase obrera también participaban activamente en la organización de eventos para recaudar fondos en Escocia en nombre de los republicanos, y a menudo utilizaban cochecitos de niño para la recaudación. Estas eran de las pocas posiciones que tenían a su disposición, ya que seguían siendo excluidas de la actividad política y sindical durante la guerra.

### El bando nacional

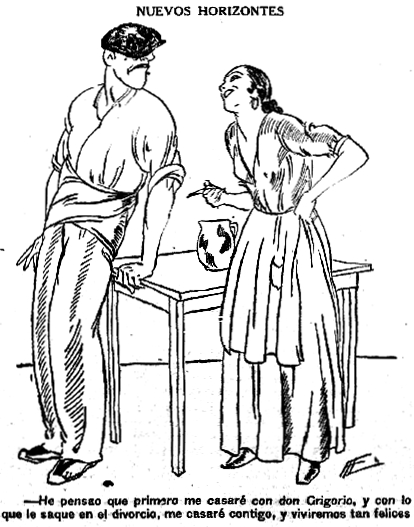
Caricatura de Gracia y Justicia, revista conservadora de humor político publicada en España durante la Segunda República. Muestra a una mujer con su novio, ambos humildes, planeando su matrimonio con un hombre rico (Don Gregorio) solo para obtener su fortuna después del divorcio. La viñeta es parte de una campaña organizada por los medios y partidos de la derecha católica para evitar la legalización del divorcio. El texto que acompaña a la caricatura dice: "He pensado que primero me casaré con don Gregorio, y con el dinero que le saque en el divorcio, me casaré contigo y viviremos tan felices".

Las activistas falangistas a menudo se dividían en grupos, fundamentalmente establecidos en función de la edad. Las más jóvenes solían estar fuera de casa, trabajando en objetivos del bando nacionales a través de organizaciones de mujeres nacionales. Las de mayor edad consideraban que debían mantenerse fuera del ojo público, sirviendo a los intereses nacionales trabajando en el hogar. Las mujeres nacionales en ámbitos más rurales y menos cosmopolitas, a menudo tenían más privilegios que sus contrapartes urbanas. Podían salir de casa, independientemente de su estado civil, y realizar tareas diarias necesarias para vivir. Poca gente se daba cuenta o se preocupaba. Si bien las fuerzas nacionales creían que las mujeres deberían quedarse en casa, la realidad de la guerra hizo que las mujeres tuvieran que trabajar fuera del hogar, en fábricas y otros negocios. Durante la guerra, las publicaciones nacionales alentaban a las mujeres a quedarse en casa al servicio de la familia. Se las disuadía de ir de compras, al cine o de se involucrarse en cuestiones consideradas frívolas por los líderes masculinos nacionales.
Las mujeres nacionales que estaban en la retaguardia a menudo se ocupaban también de tareas accesorias. Ello incluía trabajar como enfermeras, abastecedoras o personal de apoyo. Los hombres las animaban a hacerlo como manera de apoyar la estructura familiar tradicional española.
Muchas mujeres españolas durante la guerra se pusieron del lado de los nacionalistas, adoptando los estrictos roles de género propuestos por la Iglesia Católica. La hermana de José Antonio Primo de Rivera trabajó para movilizar a estas mujeres en la Sección Femenina, una organización paraguas de Falange, durante el período anterior a la Guerra Civil y luego durante la guerra. De 300 miembros en 1934, su afiliación aumentó a 400 000 en 1938. Las mujeres que participaban en la organización a menudo pasaban a trabajar para Auxilio Social, que actuaba como una organización de asistencia social para viudas, huérfanos y desamparados proporcionándoles alimentos y ropa. En todos estos roles, las mujeres nacionalistas españolas nunca lo hicieron con la intención de desafiar la autoridad masculina; querían ver la continuidad de los roles de género republicanos y fortalecer a la familia española.
A partir de octubre de 1937, la Sección Femenina de la Falange Española comenzó a reclutar activamente a mujeres solteras de entre 17 y 35 años para realizar trabajo social como voluntarias durante seis meses. En algunos casos, el servicio era obligatorio. Ello representó la primera movilización masiva de mujeres por las fuerzas nacionales.
Auxilio Social se convirtió en la mayor organización nacional de ayuda social durante la guerra civil. Se inspiraba en el Programa de Ayuda de Invierno de la Alemania nazi. Integrada por mujeres con uniformes azules y delantales blancos, trabajaban en el cuidado de los niños y otras personas desplazadas, y en la distribución de ayuda. El propósito de las mujeres de esta organización era apoyar a otros en el mantenimiento de la familia española tradicional dentro de un estado patriarcal.
Las mujeres nacionales tenían otra organización en la que podían ofrecerse como voluntarias. Se trataba de las Margaritas, y provenían de filosofías carlistas tradicionalistas. Su propósito era el de apoyar a las familias españolas formadas por un esposo a cargo de una esposa piadosa y religiosa e hijos obedientes.
Pilar Jaraiz Franco, sobrina de Francisco Franco, simpatizaba con la política de su tío y, durante la Guerra Civil, pasó un tiempo en una prisión republicana. A pesar de esto, gradualmente se movió hacia inclinaciones más socialistas como resultado de las rígidas normas de género que se le impusieron durante su infancia.
Salamanca y Burgos se convirtieron en el hogar de un gran número de mujeres esposas de militares del bando nacional. Podían tener una vida razonablemente cómoda, dado que esa parte de España no estaba en estado de guerra total. Ambas ciudades contaban con zonas para viviendas y zonas militares. Las zonas militares albergaban servicios médicos y prostitutas. Las enfermeras nacionales que trabajaban en estas zonas eran consideradas imprescindibles pero transgresoras, ya que ocupaban espacios reservados para los hombres. Como tal, su comportamiento siempre estaba bajo vigilancia. La pobreza y la necesidad económica a menudo empujaban a muchas mujeres a la prostitución, que florecía en la retaguardia de las líneas nacionalistas. El hecho de que las fuerzas nacionalistas lucharan por una España que apoyaba las estructuras familiares tradicionales y se opusieran a la prostitución no fue impedimento alguno para que los oficiales de las fuerzas nacionales recurrieran a las prostitutas.
A pesar de sus ideales sobre el papel de la mujer, el Movimiento Nacional atrajo a mujeres solteras extranjeras a su causa. Estas mujeres, por su mera existencia, transgredían las enseñanzas nacionales sobre las mujeres, ya que viajaban solas, sin compañía de tutores varones, y actuaban por cuenta propia. Muchas de ellas tenían formación, sabían leer y escribir y viajaban mucho. En gran parte procedían de la aristocracia europea y eran de clase alta. Llenas de confianza en sí mismas, incomodaban a los nacionales, especialmente por contraste con la típica mujer española analfabeta y pobre que no había viajado. Su defensa a favor de Franco era considerada por muchos como contraproducente, ya que sugería que las mujeres podían tener éxito fuera del hogar, mientras que los franquistas y los nacionales creían que las mujeres pertenecían al hogar.
Las fuerzas nacionales atrajeron también a la causa a escritoras y fotógrafas extranjeras. Entre ellas estaban Helen Nicholson, la baronesa de Zglinitzki, Jane Anderson, Pip Scott-Ellis y Florence Farmborough. Estas mujeres eran defensoras de la ideología de derecha y se oponían activamente al comunismo. Venían de una amplia variedad de ideologías de derecha, incluidos el fascismo y la ideología monárquica. 
Muchas mujeres pobres, analfabetas y desempleadas se vieron inmersas en la batalla ideológica de la Guerra Civil y en la violencia derivada de la misma por cuestiones que quedaban absolutamente fuera de su control. Algunas de estas mujeres optaron por tratar de retomar el control participando activamente en la lucha violenta que se desarrollaba a su alrededor. Cuando se trataba de decidir quién tenía razón y quién estaba equivocado, muchas mujeres tenían que usar su propio juicio moral sin dejarse guiar por la radicalización política. 
Las mujeres y los niños que estaban en retaguardia eran utilizados, por ambos bandos, para obtener apoyo para sus bandos en la Guerra Civil, tanto de cara al interior como de cara al exterior. Los nacionales a menudo solicitaban el apoyo de los católicos en el extranjero, condenando los bombardeos republicanos contra mujeres en poblaciones civiles, alegando que habían sido asesinados más de 300 000 mujeres y niños. Estas actuaciones tuvieron un éxito limitado en los Estados Unidos, donde los católicos se sentían incómodos con los bombardeos contra mujeres y niños cometidos en ambos lados.
Una táctica empleada por las tropas nacionales era utilizar a las mujeres para intentar que las fuerzas republicanas salieran de sus posiciones ocultas. Utilizaban voces de mujeres o hacían que algunas mujeres dijeran que eran civiles sitiadas. Como consecuencia de ello, algunas tropas republicanas dudaban al enfrentarse a mujeres aparentemente asediadas en el frente, ya que no siempre confiaban en las afirmaciones de necesidad de asistencia.
Detrás de las líneas nacionales, a las mujeres se les prohibía usar pantalones. Por el contrario, las mujeres debían usar faldas, que debían ser largas. Se requería que las camisas fueran también de manga larga. La violación era tan común que muchas mujeres embarazadas no sabían quiénes eran los padres de sus hijos. La violación, junto con el asesinato y la tortura, fueron herramientas frecuentemente utilizadas por las fuerzas nacionales para infundir terror en las mujeres y mantenerlas a raya.
Debido a los cambios en la sociedad, las mujeres que querían participar en la lucha contra las fuerzas fascistas tenían dos opciones: luchar en el frente o desempeñar funciones auxiliares fuera de él. A las mujeres que se encontraban cerca de los campos de batalla durante la Primera Guerra Mundial, sin embargo, lo único que se les permitía adoptar un rol accesorio de apoyo a los hombres en el frente.
Aunque las mujeres tan solo habían participado esporádicamente en combate en España, no había grandes grupos de milicianas organizados antes de la Guerra Civil. Entre las mujeres destacadas que habían luchado en el pasado cabe mencionar a Agustina de Aragón, luchadora de la resistencia napoleónica, Manuela Malasaña y Clara del Rey durante la Guerra de la Independencia y Aida Lafuente, que participó en la acción obrera de octubre de 1934 en Asturias. Durante la Guerra de la Independencia, un periodista de La Gaceta de Madrid se preguntaba por qué las mujeres combatientes de la ciudad superaban a sus hombres en coraje. A pesar de su condición de iconos nacionales, aquellas mujeres fueron la excepción a la regla en lo que se refería al papel de las mujeres en la guerra.
Las mujeres republicanas en las cárceles a menudo se enfrentaban a situaciones que los hombres, en cambio, no sufrían. A diferencia de ellos, muchas mujeres condenadas a muerte por rebelión militar recibieron la condición de delincuentes comunes. Algunas mujeres en zonas nacionales encontraron a sus maridos arrestados y ejecutados porque un soldado nacional la codiciaba. Los niños eran separados de sus madres, dejados al cuidado de la familia o viviendo en las calles. Algunas mujeres con hijos que lucharon por la República fueron obligadas a ver cómo les torturaban o ejecutaban. Antes de ir a prisión, algunas mujeres eran violadas por agentes de policía. Otras mujeres eran sacadas de la prisión por la noche por falangistas que luego las violaban. Durante esas noches fuera de prisión, algunas mujeres también eran marcadas con un yugo y flechas. Utilizando una práctica típica de las fuerzas de Mussolini en Italia, las mujeres en prisión a menudo eran obligadas a beber aceite de ricino con la intención de provocarles diarrea. El propósito era humillar a estas mujeres cuando se ensuciaban. En las prisiones de mujeres existía tan solo un inodoro por cada 200 mujeres. Al final de la Guerra Civil, la Prisión Modelo de Las Ventas había aumentado de 500 prisioneras a más de 11 000.

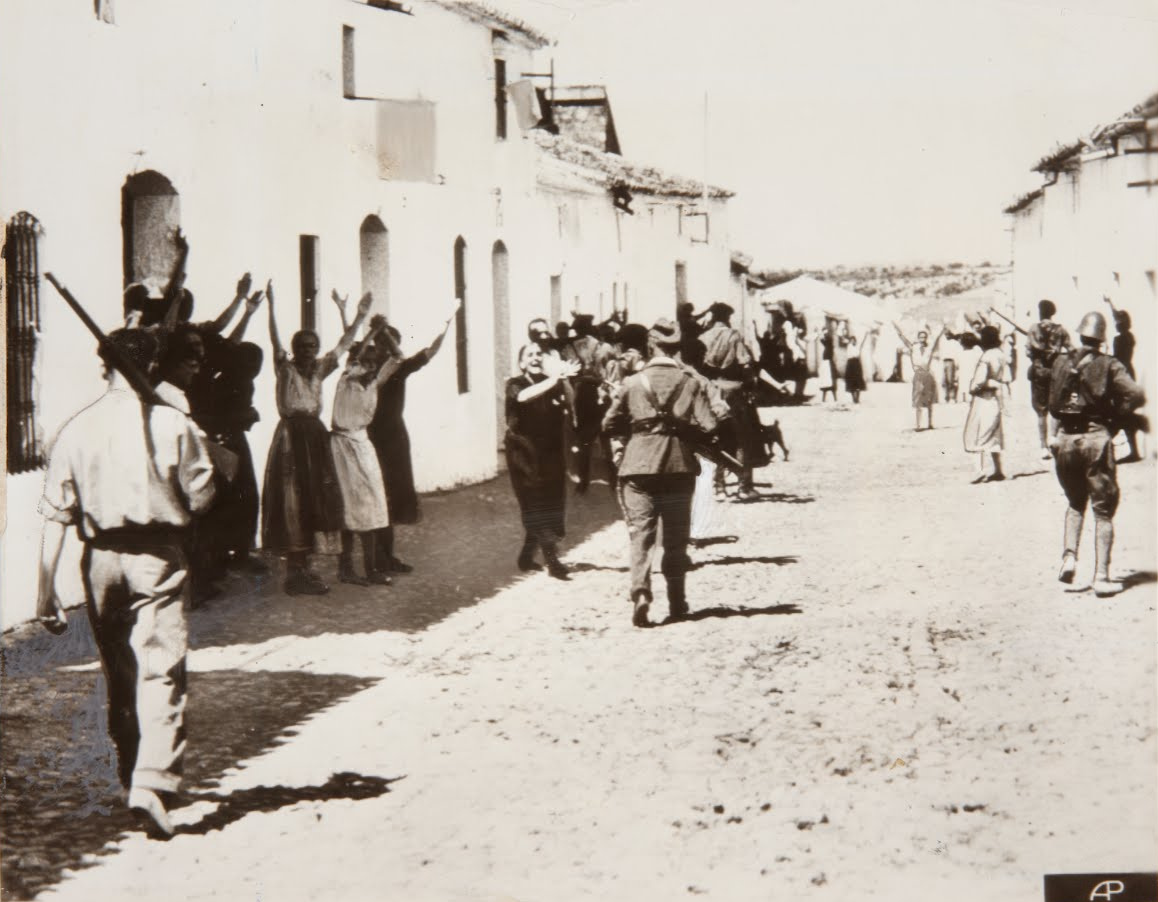
Mujeres suplicando a las fuerzas nacionales por la vida de los prisioneros en Constantina, Sevilla en 1936

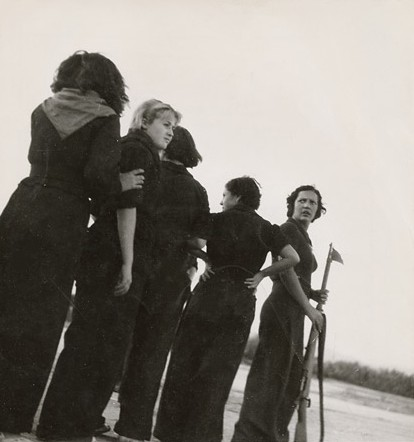
Mujeres de la milicia republicana en formación durante la guerra civil española

A las tropas moriscas del general Gonzalo Queipo de Llano se les prometió que podrían violar a mujeres republicanas. No era inusual y se convirtió en una práctica común que las mujeres capturadas fueran entregadas a estos hombres para que abusaran de ellas como método para aterrorizar a las poblaciones locales. Se cree que unas 20 mujeres simpatizantes republicanas fueron expulsadas de una sala de maternidad en Toledo y ejecutadas. Los soldados nacionales arrojaron posteriormente sus cuerpos a un pozo cercano y procedieron a desfilar por un pueblo vecino con sus rifles envueltos con la ropa interior de las mujeres asesinadas. 
Las mujeres a menudo se involucraron activamente con sus colectivos agrícolas locales durante la guerra. Cuando el gobierno local intentó confiscar la leche de Peñalba, Huesca, las agricultoras fueron algunas de las más expresivas en protestar contra ello.
En la lucha contra el fascismo, las milicianas fueron cruciales para las fuerzas republicanas en el período comprendido entre julio y diciembre de 1936.

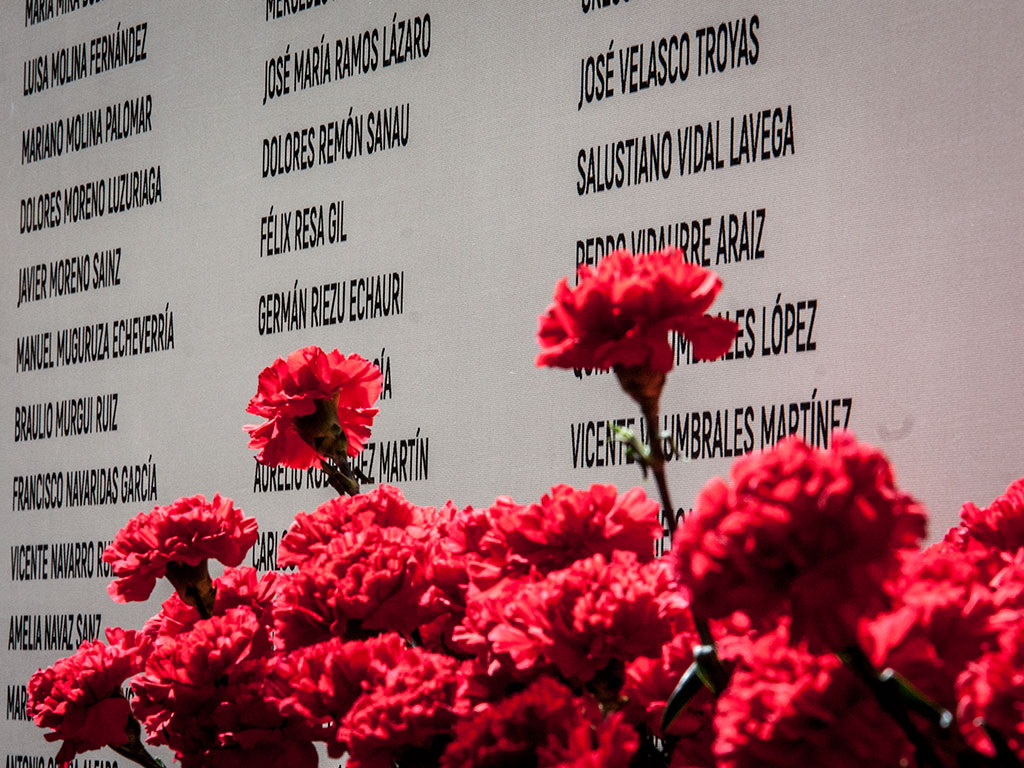
Placa conmemorativa en Pamplona con la lista de profesores asesinados y reprimidos en la retaguardia de Navarra por los Nacionales, en 1936 y más adelante

La Asociación de Mujeres contra la Guerra y el Fascismo sufrió un segundo cambio de nombre en 1936, poco después del inicio de la Guerra Civil. Pasó a denominarse Agrupación de Mujeres Antifascistas. A partir de entonces, el grupo jugaría un papel destacado enviando y apoyando a las mujeres que estaban en el frente durante la guerra.
En agosto de 1936 se crea la Comisión de Ayuda a la Mujer de Madrid por decreto del primer ministro republicano.
Lina Ódena, Casilda Méndez, Aída Lafuente, Rosario Sánchez Mora, Concha Lozano y Maruja Tomicoson fueron algunas de las milicianas inmortalizadas por la República durante este período de activa participación de las mujeres en combate. En un primer momento, el POUM requería que tanto hombres como mujeres en combate también participaran en roles de apoyo según fuera necesario. Las mujeres estaban en las trincheras y hacían guardia. El capitán Fernando Saavedra, del Batallón Sargento Vázquez, dijo que esas mujeres habían luchado como hombres.
Fidela Fernández de Velasco Pérez fue entrenada en el uso de armas antes del inicio de la guerra e inmediatamente se unió al frente a las afueras de Madrid. Capturó un cañón de las fuerzas fascistas, antes de ser trasladada al frente de Toledo. Su nueva unidad era la misma en la que también luchaba Rosario Sánchez Mora. Allí, Fernández de Velasco luchó en el frente y trató de sabotear las líneas enemigas yendo por la retaguardia junto a otras tropas de choque. Aprendió también a fabricar bombas.
Cuando estalló la guerra, la JSU asignó inicialmente a Margarita Ribalta un puesto en el cuartel general. Decepcionada por no estar más involucrada, unos días después se afilió a una columna del Partido Comunista de España y fue trasladada al frente, donde se ofreció voluntaria para formar parte de un grupo de avanzadilla que trataba de tomar un cerro. Ella dirigió a su grupo, avanzando entre dos grupos de nacionales, mientras llevaba una ametralladora. Un avión de apoyo republicano confundió a su grupo con fascistas, los bombardeó e hirió a Ribalta.
Al inicio de la guerra, Trinidad Revolto Cervello participó en combate en primera línea en el Cuartel General Militar y en el Cuartel de Atarazanas de Barcelona. Después de esa acción, se unió a las Milicias Populares y se dirigió a las Islas Baleares, donde volvió a estar en primera línea en la Batalla de Mallorca.
Teófila Madroñal fue otra mujer española que sirvió en el frente. Se alistó en el Batallón de Leningrado al comienzo de la guerra, recibió entrenamiento en el uso de armas y luego fue enviada a la carretera de Extremadura durante el asedio de Madrid.
Cuando Constantina fue tomada por las fuerzas nacionales el 7 de agosto de 1936, estos quisieron vengarse por los disparos anarquistas contra prisioneros nacionales. Las mujeres que habían enviudado recientemente, o cuyos maridos luchaban con los legionarios, fueron violadas en una orgía masiva alimentada por el alcohol proporcionado por las bodegas locales. El 10 de agosto se llevaron a cabo juicios-espectáculo y muchas mujeres fueron condenadas a muerte por razones tales como exhibir banderas republicanas, expresar admiración por el presidente Roosevelt o criticar a sus empleadores. Entre las mujeres ejecutadas había dos niñas embarazadas.
En Lora, donde las fuerzas nacionales mataron a entre seiscientas y mil personas en el verano de 1936, las mujeres que sobrevivieron fueron objeto de todo tipo de abusos y humillaciones, como afeitarles la cabeza excepto un mechón, en el que se les ponía una cinta con los colores monárquicos.
El inicio de la Guerra Civil vio a las mujeres de Barcelona cambiar de comportamiento, sobre todo en la forma de vestirse. Por primera vez podían aparecer en público con pantalones sin que la gente considerase que estaban violando las normas sociales sobre la decencia. El Partido Socialista Unificado de Cataluña comenzó a dominar en el lado socialista en Cataluña a fines de 1936 y finalmente, en 1937, consolidó su poder en el lado republicano.
Las mujeres estalinistas participaron activamente en las purgas del POUM y del trotskismo en Barcelona. Mujeres como Teresa Pàmies excluyeron intencionadamente a las mujeres afiliadas al POUM, incluso cuando intentaban tender puentes con el PCE.

### Septiembre de 1936
La primera mujer republicana española en morir en el campo de batalla fue Lina Ódena, el 13 de septiembre de 1936. Con las fuerzas nacionalistas invadiendo su posición, la comandante de la unidad decidió suicidarse en lugar de rendirse. Su muerte sería ampliamente publicitada por propagandistas republicanos y falangistas. Con las fuerzas nacionalistas amenazándola con la posibilidad de ser violada por soldados moros si no se rendía, los republicanos pudieron presentarla como una inocente que eligió la muerte en lugar de ser degradada y perder su honor. La propaganda falangista decía que nunca hubo una amenaza de violación, lo cual hacía que la muerte de Ódena no tuviera sentido. Más allá de eso, la propaganda falangista implicaba que Ódena había sido culpable de asesinar a un sacerdote católico unas semanas antes, y que su suicidio era una forma de escapar del castigo.
En septiembre de 1936, el Batallón Largo Caballero, que incluía a unas diez mujeres, luchó en el frente de la Sierra. Entre los combatientes se encontraba Josefina Vara.
Hay relatos contradictorios de los historiadores sobre cuándo se tomó la decisión de sacar a las mujeres del frente en el lado republicano. Hay quien fecha la decisión a fines del otoño de 1936 como la fecha en que el primer ministro, Francisco Largo Caballero, dio la orden. Otros fechan la orden en marzo de 1937. Lo más probable es que varios líderes políticos y militares tomaran sus propias decisiones basándose en sus propias creencias, lo que llevó a que diferentes grupos de mujeres combatientes fueran retiradas gradualmente del frente. En cualquier caso, en septiembre de 1936 ya se animaba a las mujeres a abandonar el frente.

### Octubre de 1936
El Grupo Internacional de la Columna Durruti tenía muchas mujeres sirviendo en él. Involucrado en los combates en octubre de 1936 en Perdiguera, un grupo de estas mujeres murió. Entre las caídas estaban Suzanna Girbe, Augusta Marx, Juliette Baudard, Eugenie Casteu y Georgette Kokoczinski. Al mes siguiente, Suzanna Hans, del mismo grupo, murió en la batalla de Farlete.
Mujeres militantes y civiles formaban parte del grupo que se encontró atrapado durante cuatro días en la catedral de Sigüenza como resultado de un asedio nacionalista en octubre de 1936. Después de quedarse sin comida ni municiones, con las paredes de la catedral comenzando a caer por el incesante fuego de los cañones, varias personas del grupo decidieron huir por la noche. La capitana del POUM, Mika Feldman de Etchebéhère, se encontraba entre los presentes en la catedral. Ella fue una de las supervivientes del tercio de personas que huyeron. Su valentía durante el sitio de Sigüenza le valió un ascenso a capitana de la segunda compañía del Batallón Lenin del POUM. Tras recuperarse del asedio de Barcelona, fue enviada a Moncloa, donde estuvo a cargo de una brigada especial de tropas de choque.
Ni el embarazo ni los bebés lactantes sirvieron para salvar a las mujeres de la muerte. En Zamora, la muerte por fusilamiento era común para estas mujeres. A Amparo Barayón, que todavía la estaba amamantando, el 11 de octubre de 1936 le quitaron de los brazos a su hija de ocho meses y la llevaron a un orfanato católico. Al día siguiente fue ejecutada. En ocasiones, las ejecuciones de mujeres embarazadas con condena a muerte se prolongaban el tiempo suficiente para que pudieran dar a luz, y luego sus bebés eran robados por simpatizantes nacionalistas.
Muchos españoles se dirigieron a Gibraltar para intentar refugiarse de la guerra. Los británicos en gran medida no estaban dispuestos a lidiar con eso, ya que la mayoría no quería regresar a España. Aun así, los británicos evacuaron a la mayoría de los españoles de Gibraltar a Málaga. El 22 de noviembre de 1936, evacuaron a 157 en el HMS Griffin de los cuales 54 eran mujeres y 82 niños. El 27 de diciembre de 1936, 185 fueron evacuados en el HMS Gipsy incluyendo 16 mujeres y 26 niños. El 3 de enero de 1937, 252 personas fueron evacuadas en el HMS Gallant incluyendo 67 mujeres y 49 niños. El 13 de enero de 1937, 212 fueron evacuados por el HMS Achates, de los cuales 36 eran mujeres y 22 niños. Otras 536 personas viajaron en otros tres barcos en los que no se registró el número total de mujeres.
Las mujeres de los batallones de retaguardia solían reunirse a diario para practicar tiro con armas y marchar. Muchas también recibían capacitación especializada en el uso de ametralladoras. Unión de Muchachas fue un único batallón femenino de retaguardia organizado comunista en Madrid que luchó en la línea del frente a partir del 8 de noviembre de 1936. El batallón incluía a dos mil mujeres de entre catorce y veinticinco años que habían estado entrenando desde julio de 1936, cuando comenzó la Guerra Civil. Colocados en el puente de Segovia y cerca de Getafe, en el frente de Carabanchel, y representando al grueso de las fuerzas republicanas en esas posiciones, los combatientes de la Unión de Muchachas fueron de los últimos en retirarse.
Los batallones de mujeres quedaban detrás de las líneas del frente como apoyo de retaguardia en defensa de sus ciudades. Barcelona tenía un batallón de este tipo organizado por el PSUC. En Mallorca, estaba el Batallón Rosa Luxemburg, que entró en acción en el frente en defensa de la ciudad. Madrid tenía la Unión de Muchachas, que sirvió en el frente en noviembre de 1936 en la Batalla de Madrid.
El arte continuó durante la Guerra Civil. María Zambrano fue una de los editores, la única mujer, de la revista de arte Hora de España. Trasladaron su base a Valencia en 1936, siguiendo al gobierno republicano de Madrid allí, ya que creían que era importante continuar el movimiento intelectual de España incluso durante la guerra. Cuando Valencia cayó, Zambrano se mudó con el grupo a Barcelona en el otoño de 1938, donde ayudó a publicar la última edición de la revista en 1939. Su edición final ese año fue limitada ya que la imprenta fue destruida a mitad de la tirada.

### Diciembre de 1936
En la última mitad de 1936, las milicianas no eran consideradas excepcionales; servían como camaradas junto a hombres en batallones separados o mixtos. Esto se debía en gran parte a que muchas de ellas estaban motivadas a luchar por sus propios ideales revolucionarios: creían que su participación podía cambiar el curso de la guerra y provocar una nueva revolución en el pensamiento de la sociedad. Algunas mujeres luchaban porque seguían a sus maridos, padres o hijos a la batalla. Sin embargo, este grupo representaba una pequeña minoría, ya que la mayoría luchaba por razones ideológicas. Si bien las ramas nacionales del Partido Comunista apoyaron el envío de combatientes extranjeros a España para luchar durante la Guerra Civil en las Brigadas Internacionales, a menudo se oponían a que sus miembros femeninos fueran. Cuando a veces accedían a enviar mujeres decididas a España, era a menudo en labores de apoyo como reporteras o propagandistas. El aparato del partido en España trabajaba entonces activamente para mantener a las mujeres alejadas del frente.
El 25 de diciembre de 1936 la Generalidad de Cataluña legalizó el aborto por primera vez en la historia de España por decreto del Departamento de Salud, dominado por los anarquistas. En marzo de 1937 se reguló cómo realizar abortos en hospitales y clínicas. El mismo gobierno también proporcionó por primera vez información sobre el acceso a métodos anticonceptivos, combinándolo con información y tratamiento para enfermedades venéreas.
Durante la Guerra Civil, los principales problemas de antes de la guerra continuaban en el PSOE, y los grupos socialistas seguían careciendo de participación femenina en los primeros meses de la guerra. Cuando las mujeres socialistas querían involucrarse, tenían que hacerlo a través de organizaciones juveniles socialistas o tenían que cambiar su lealtad hacia el movimiento comunista, que aceptaba más a las mujeres y era más probable que las colocara en posiciones de liderazgo.
Durante el invierno de 1936, el gobierno republicano intentó convertir formalmente a las milicias en unidades de sus fuerzas armadas. Hasta ese momento, las mujeres se habían unido a milicias afiliadas a varios partidos políticos y sindicatos.

## 1937
Las mujeres también llegaban del extranjero para luchar en las Brigadas Internacionales, estimándose que hubo entre 400 y 700 mujeres. Muchas de ellas viajaron inicialmente a París, antes de llegar al frente en tren o en barco. Un acuerdo de 1937, establecido fundamentalmente con idea de detener la intervención extranjera, acabó poniendo fin al reclutamiento de hombres y mujeres en las Brigadas Internacionales.
El Comité de Ayuda a la Mujer se formó durante la Guerra Civil bajo la dirección del ministro de Defensa. En gran parte, estaba integrado por miembros de Mujeres contra la guerra. Entre sus actividades estaba la de movilizar a las mujeres en grandes protestas, una de las cuales exigió que los hombres considerados no esenciales por el gobierno fueran enviados al frente, y que las mujeres ocuparan sus lugares en la fuerza laboral. La organización celebró su primera conferencia nacional en 1937 en Valencia, atrayendo a mujeres de toda España que representaban todas las clases e ideologías de izquierda.
Que los nacionalistas usaran la violación por parte de las fuerzas bereberes como una forma de hacer que las mujeres y los niños cumplieran era tan problemático, que los británicos, que tenían miedo de permitir la entrada de refugiados republicanos para que no propagaran el contagio del comunismo en el país, finalmente permitieron a 3.889 niños vascos y 219 maestras vascas en 1937 que embarcaran en el Habana y el Goizeko Izarra para dirigirse a Gran Bretaña. El gobierno británico temía ser cómplice de violación.

### Enero de 1937
En enero de 1937, en la batalla del Jarama, las fuerzas republicanas estuvieron a punto de retirarse, pero tres milicianas españolas inspiraron a los hombres con los que estaban sirviendo para que se mantuvieran firmes. Las mujeres, que manejaban un puesto de ametralladoras, se negaron a retirarse.

### Marzo de 1937
Las mujeres socialistas fueron más activas en el extranjero que en casa en su oposición a la guerra civil española. Las socialistas belgas se opusieron a la neutralidad de su partido socialista durante la guerra civil española. Para contrarrestar esto, estas mujeres socialistas trabajaron activamente en evacuar a los refugiados. Entre sus logros estuvo la evacuación de 450 niños vascos a Bélgica en marzo de 1937. Con la ayuda de la Cruz Roja Belga y Red Aid Comunista, las mujeres socialistas organizaron el acogimiento de 4.000 refugiados españoles.

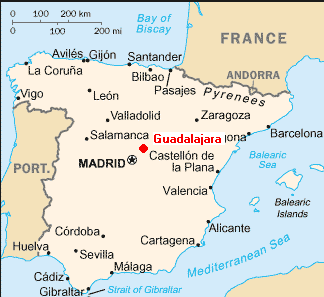
Ubicación de Guadalajara, donde se les dijo a las mujeres que abandonaran el frente en marzo de 1937

Tanto los medios de comunicación nacionales como los extranjeros publicaron imágenes de estas luchadoras en el frente español rompiendo audazmente las normas de género. Inicialmente, ello suponía un problema para algunas personas en España, ya que el país tenía ideas muy tradicionales sobre los roles de género. Si bien los republicanos las aceptaban algo más, esto comenzó a cambiar una vez más en diciembre de 1936, cuando el gobierno de la Segunda República comenzó a usar el lema "Hombres al frente, mujeres al frente interno". En marzo de 1937, esta actitud se había extendido al frente, donde las milicianas, a pesar de sus propias objeciones, fueron retiradas o colocadas en roles secundarios.
A las mujeres se les dijo que abandonaran el frente en Guadalajara en marzo de 1937. Después de la batalla, muchas fueron llevadas en coche a posiciones de apoyo en la retaguardia. Algunas se negaron a irse, y no se sabe qué fue de ellas, aunque sus amigos sospechan que la mayoría murió en combate. Entre las soldados expulsados estaba Leopoldine Kokes, del Grupo Internacional de la Columna Durruti. Algunas mujeres desmovilizadas dejaron el frente y se unieron a las columnas de mujeres en el frente interno, en defensa de ciudades como Madrid y Barcelona. Cuando Juan Negrín se convirtió en el jefe de las fuerzas armadas republicanas en mayo de 1937, el tiempo de las mujeres en combate terminó, en tanto él trataba de reorganizar las fuerzas republicanas.
Tras su remoción del frente, las milicianas y las mujeres en general dejaron de aparecer en la propaganda republicana. Visualmente, regresaron a sus vidas de antes de la guerra, donde su papel principal estaba en casa. Las columnas comunistas y anarquistas atrajeron a la mayoría de las mujeres entre todos los grupos políticos del frente republicano. Las historias sobre militantes del POUM se hicieron más conocidas ya que publicaron sus memorias con mayor facilidad o tuvieron mejores contactos con los medios internacionales. 

### Mayo de 1937

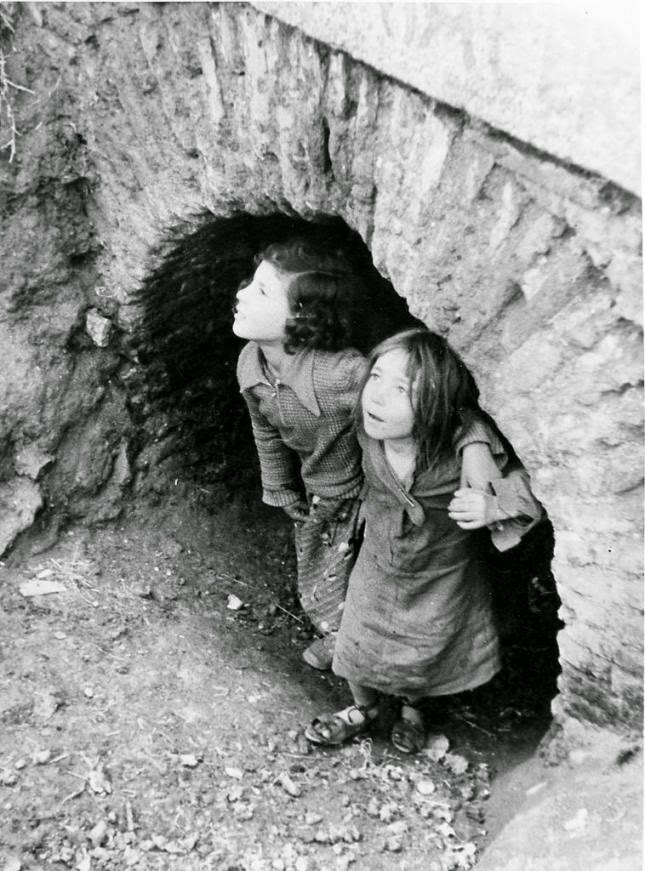
Niñas escondidas durante un bombardeo nacionalista de Madrid en 1937

Durante la Segunda República y las etapas iniciales de la Guerra Civil, se produjo una revolución social y económica en los derechos de las mujeres, especialmente en zonas como Cataluña. Debido a la naturaleza de la guerra, muchas reformas se implementaron de manera esporádica e inconsistente, y los avances logrados durante la segunda mitad de 1936 fueron borrados en gran parte en mayo de 1937.
De febrero a mayo de 1937 hubo muchas protestas lideradas por mujeres por la subsistencia, como resultado de los altos precios de los alimentos y la escasez de pan que tuvieron gran impacto tras el sexto aniversario de la República.

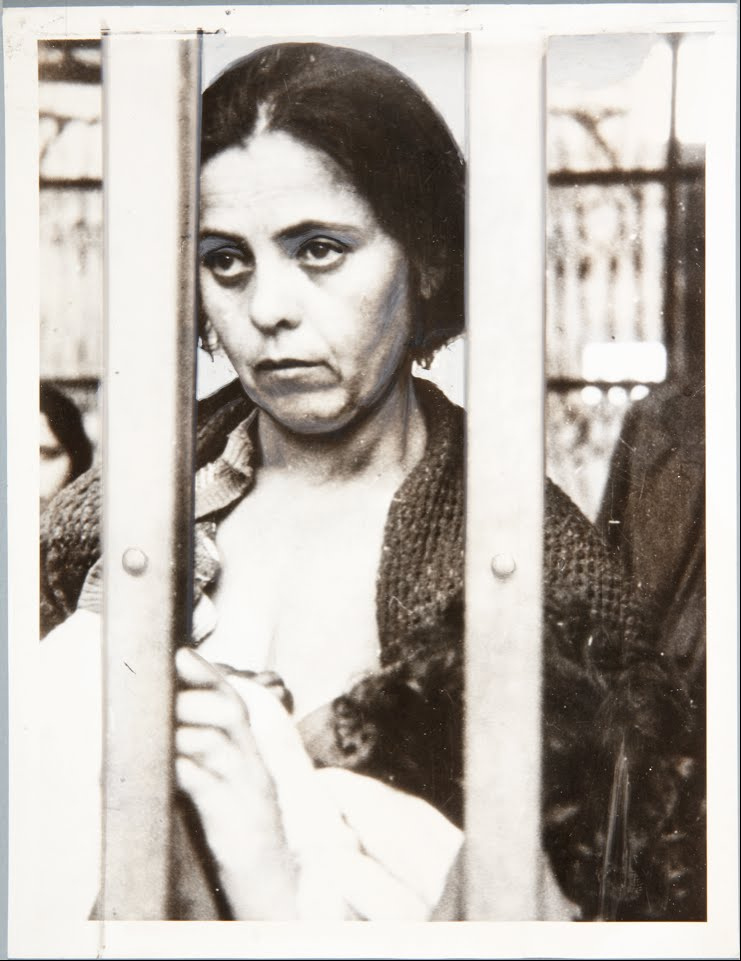
Una mujer en Barcelona espera durante la guerra civil española

Las mujeres de la clase trabajadora en Barcelona a menudo hacían cola durante horas para comprar pan en 1937, solo para descubrir que no había ninguno disponible. Esto a veces daba lugar a disturbios, que los líderes de la CNT se reprochaban mutuamente en un intento de evitar la responsabilidad por la escasez de pan. El problema se agravó por el hecho de que la gente de clase media y alta de Barcelona compraba fácilmente pan en el mercado negro. El 6 de mayo de 1937 hubo un motín al saquear las mujeres varias camionetas llenas de naranjas en el puerto de Barcelona. Cuando se llamó la atención sobre este aspecto, la CNT ofreció excusas sexistas de por qué las mujeres de la clase trabajadora no podían comprar pan. El resultado fue que las mujeres corrientes de la clase trabajadora en la ciudad a menudo se volvían contra las mujeres anarquistas y las culpaban a pesar de que las mujeres anarquistas no lideraban la CNT.  Mujeres Libres, el brazo de mujeres de CNT, abordó este problema tomando la iniciativa y organizando asaltos a los mercados para proporcionar alimentos a otras mujeres. Los disturbios por alimentos se convirtieron en un suceso común en Barcelona durante la Guerra Civil.
Una de las pocas mujeres socialistas identificadas públicamente en aquel momento fue María Elisa García, que sirvió como miliciana con las Milicias Populares, como integrante de la compañía Asturias Batallón Somoza. Luchó con el Batallón en el frente de Lugones, y más tarde en las montañas vascas. Murió en combate en las montañas de Múgica el 9 de mayo de 1937.

#### Mayo de 1937
En el período previo a los eventos del Primero de mayo, los comunistas alineados con la Unión Soviética habían tomado en gran medida el control de los puertos, donde la mayoría de los materiales de apoyo y la ayuda de socorro que llegaban para su distribución en todo el país provenían de la Unión Soviética. Pronto se convirtieron en una fuerza policial de facto trabajando para socavar a los anarquistas. El 1 de mayo de 1937, miles de anarquistas armados tomaron las calles, desafiando al gobierno y a la policía a desarmarlos. El conflicto abierto se inició el 3 de mayo de 1937 frente al edificio de Telefónica. El 4 de mayo de 1937, la ciudad se había detenido por completo, con ametralladoras colocadas a lo largo de las principales calles de la ciudad. Al concluir los principales combates el 8 de mayo de 1937, más de mil personas habían muerto y otras 15.000 resultaron heridas. Todo llegó a un punto crítico el 16 de junio de 1937, cuando Andrés Nin y el ejecutivo del POUM fueron arrestados. Al día siguiente, miembros y simpatizantes extranjeros del POUM fueron arrestados en masa en el Hotel Falcon y llevados a prisión. Más tarde, muchos partidarios extranjeros del POUM en ese grupo fueron rescatados, en parte debido a las acciones del periodista George Tioli. El consulado de Estados Unidos, informado del encarcelamiento gracias a Tioli, trabajó para conseguir la liberación de varios de ellos.
Los restos de la dirección del POUM fueron juzgados en Barcelona el 11 de octubre de 1938. Ibárruri fue citada y sobre su lectura de cargos afirmó: "Si hay un adagio que dice que en tiempos normales es preferible absolver a un centenar de culpables que castigar a un solo inocente, cuando la vida de un pueblo está en peligro es mejor condenar a cien inocentes que absolver a un solo culpable".

### Junio de 1937
La Unión Democrática de Cataluña (UDC) vio emerger una hegemonía comunista a fines de 1937. Se alejaron más de las políticas de centro derecha de su fundación y se movieron hacia posiciones apoyadas por el PSUC.
En la ofensiva republicana contra los nacionalistas celebrada en Teruel, desde diciembre de 1937 hasta febrero de 1938, las brigadas sobre el terreno intentaron hacer honor a la llamada de Indalecio Prieto de proteger a los civiles, y en particular a las mujeres y a los niños. A veces dejaban de bombardear edificios cuando las personas que estaban dentro dejaban claro que eran mujeres y niños no combatientes. La realidad de la ofensiva y la vida en el frente significaba que muchos de esos civiles no tenían nada. Las mujeres a menudo arriesgaron sus vidas para saquear edificios recientemente bombardeados. Necesitaban muebles para quemar, derretir la nieve en busca de agua, cocinar y proporcionar algo de calor. Muchas mujeres, de ambos lados de la ciudad, murieron de hambre durante el mes de batalla.

### Agosto de 1937

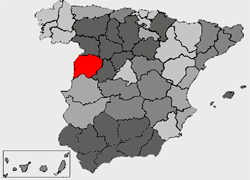
Situación de la provincia de Salamanca.

Martín Veloz encabezó una columna de miembros del Bloque Agrario, Acción Popular y Falange en una purga de las fuerzas republicanas en 1937 en pueblos de la zona de Salamanca como El Pedroso, La Orbada, Cantalpino y Villoria. A los hombres republicanos les dispararon, mientras que las mujeres republicanas fueron violadas y luego les raparon la cabeza antes de hacerlas desfilar por sus pueblos. El área no había tenido ningún levantamiento republicano importante antes de estos hechos.
Martín Veloz formó parte de un grupo que el 24 de agosto de 1937 asesinó a veintidós hombres y una mujer en Cantalpino. Después de esto, el grupo violó a muchas mujeres y afeitó la cabeza de alrededor de un centenar de antes de hacerlas desfilar por las calles.

### Septiembre de 1937
Los observadores extranjeros que cubrían la guerra a menudo escribían sobre la valentía de las mujeres en el frente, incluso diciendo que enfrentaban el fuego enemigo mejor que muchos de los hombres con los que lucharon. Un ejemplo de tal valentía ocurrió en Cerro Muriano en septiembre de 1937, donde las fuerzas del ejército republicano de Jaén y Valencia huyeron del frente, mientras la pequeña fuerza miliciana de Alcoy, que incluía a dos mujeres, resistió un bombardeo nacionalista.

### Octubre de 1937
Argentina García estuvo en el frente en octubre de 1937 en San Esteban de las Cruces. La valentía de la comunista en la batalla fue reconocida con un ascenso a capitana en su Batallón Asturias.

## 1938

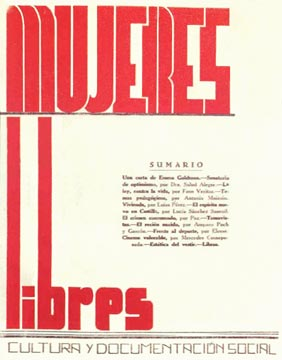
La primera edición de Mujeres Libres, revista editada por la organización del mismo nombre.

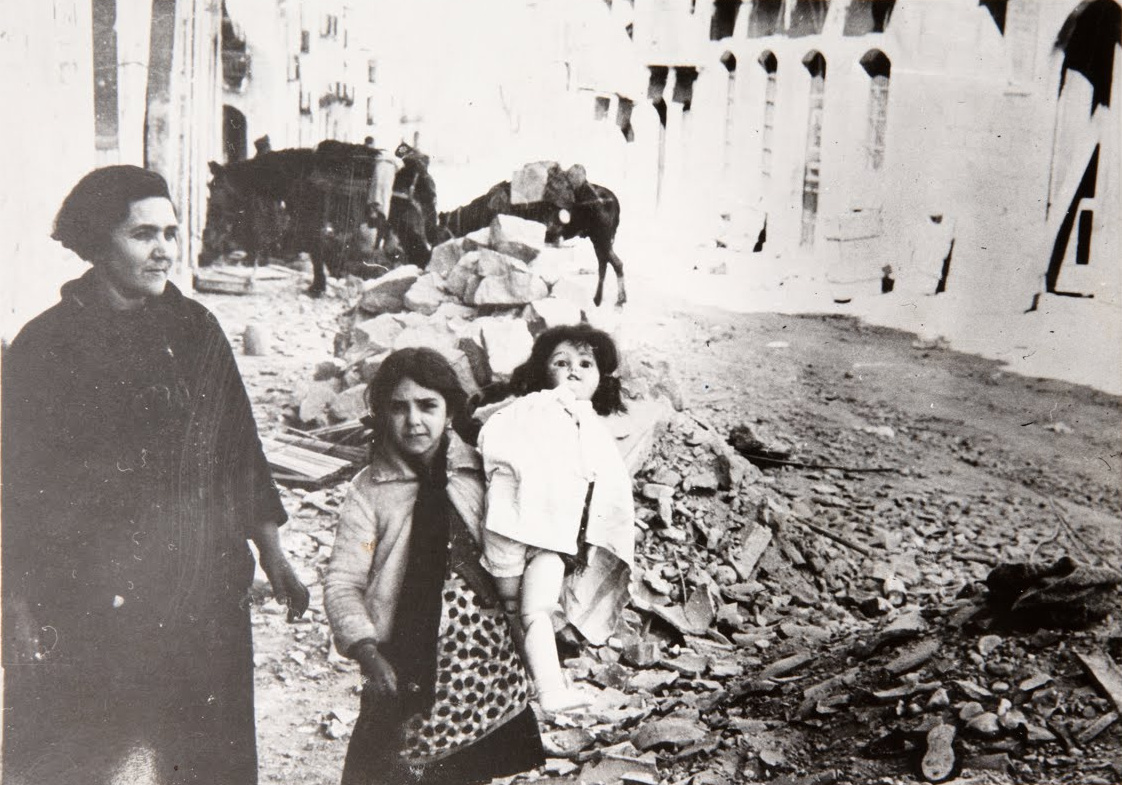
Una niña con su muñeca en 1938 después de un bombardeo.

Mujeres Libres se convirtió en una de las organizaciones anarquistas de mujeres más importantes durante la Guerra Civil. Sus filas de la Guerra Civil se incrementaron con mujeres que venían de la CNT a participar en su organización. La importancia de la organización era resultado de las actividades que realizaban, como ejecutar programas educativos o aumentar la tasa de alfabetización entre las mujeres. También organizaban cocinas colectivas, guarderías controladas por los padres y proporcionaban información de salud prenatal e infantil a los futuros padres. Mujeres Libres tenía más de 20 000 miembros en 1938 y publicaba una revista del mismo nombre en 1938, con artículos centrados en la autonomía personal, la creación de identidades femeninas y la autoestima. También abordaba a menudo los conflictos de identidad entre ser mujer y ser madre, y cómo las mujeres deben navegar por sus identidades como figuras maternas.
El congreso de la CNT de octubre de 1938 en Barcelona fue testigo del cierre de Mujeres Libres y la entrada a la delegación de quince mujeres. Anteriormente se había permitido que las mujeres asistieran, pero solo como representantes de otras organizaciones anarquistas de género mixto. No se toleraba una organización única de mujeres. Las mujeres protestaron por esto y no obtuvieron respuesta hasta una reunión extraordinaria de la CNT el 11 de febrero de 1939. Cuando llegó su respuesta, fue que "una organización de mujeres independiente socavaría la fuerza general del movimiento libertario e inyectaría un elemento de desunión que tendría consecuencias negativas para el desarrollo de los intereses de la clase trabajadora y el movimiento liberador en general".

## 1939

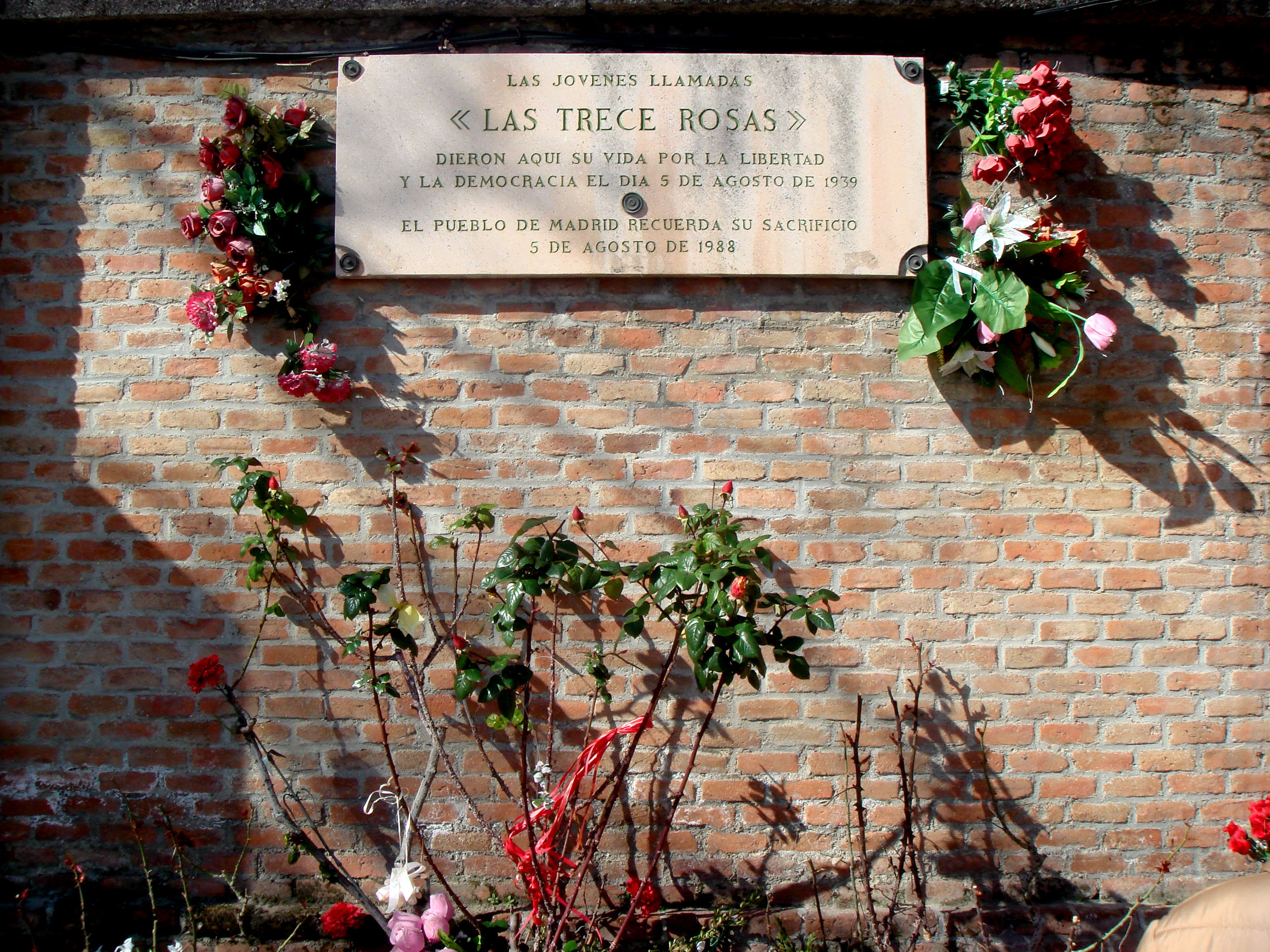
Una placa en el cementerio en honor a Las Trece Rosas

Siete niñas menores de veintiún años fueron parte del grupo de trece mujeres ejecutadas dentro de un grupo más grande de cincuenta y seis prisioneras en Madrid el 5 de agosto de 1939. El grupo fue conocido como Las Trece Rosas, y todas habían pertenecido a las Juventudes Socialistas Unidas (JSU). Casado Junta fue miembro de las JSU y luego las abandonó, siendo encontrada por partidarios de Franco. Esto facilitó la detención de las Trece Rosas, porque el fascista tenía nombres y datos de miembros de las JSU.
Las mujeres embarazadas eran sometidas a palizas y torturas. A algunas se les aplicaban descargas eléctricas en los pezones, los genitales y los oídos. Quienes sobrevivieron a esto, a menudo sufrieron enfermedades mentales y dolores de cabeza que duraron años. Las madres lactantes encarceladas a menudo tenían que lidiar con condiciones insalubres y la presencia de ratas. En algunas cárceles, como la de Ventas, se cortó el agua de los inodoros y lavabos. En la prisión de Ventas se encontraban a menudo de diez a quince cadáveres de bebés al día, y los niños morían de meningitis. Julia Manzanal fue detenida en Madrid a principios de 1939, justo después de dar a luz. Como resultado, se le permitió llevarse a su hija pequeña con ella. El bebé vivió solo diez meses antes de sucumbir a la meningitis.